# Homodes lithographa
Homodes lithographa är en fjärilsart som beskrevs av George Francis Hampson 1926. Homodes lithographa ingår i släktet Homodes och familjen nattflyn. Inga underarter finns listade i Catalogue of Life.